# 清里町
清里町（きよさとちょう）は、北海道オホーツク総合振興局管内の斜里郡にある町。

## 地理
オホーツク総合振興局東部、斜里町南部に接する。
斜里岳の麓に位置する。
山岳：斜里岳、平岳、江鳶山、サマッケヌプリ山、標津岳、養老牛岳、アタクッチャ
河川：斜里川

## 町名の由来
小清水村（→小清水町）・斜里町から分村した当時は斜里川の上流に位置することから上斜里村と称していたが、1955年（昭和30年）の町制施行にあたり「清らかな里という意味」、また分村の歴史を将来に残す意味から母体となった「小清水」「斜里」から一文字ずつ採って「清里」とした。

## 歴史
郡発足までの沿革
- 江戸時代の斜里郡域は西蝦夷地に属し、当初は松前藩によって開かれたソウヤ場所に含まれる。
- 1790年(寛政2年) - シャリ場所が設けられる。
- 1796年(寛政8年) - 斜里神社が創建されている。
- 1801年(享和元年) - 八王子千人同心によって釧路国川上郡虹別（現標茶町）から摩周湖の東を通り斜里郡トンダベックシを結ぶ斜里山道が開削された。
- 1943年(昭和18年) - 小清水村（現小清水町）大字止別村の一部、斜里町大字斜里村の一部から分村、上斜里村（かみしゃりむら）となる。
- 1955年（昭和30年） - 清里村に改称のち町制施行、清里町となる。
  - 同年、2大字を廃し、以下の各字に再編。
    - 斜里村 → 清里町、水元町、羽衣町、向陽、上斜里、江南、神威
    - 止別村 → 上斜里、江南、神威、川向、青葉、清泉、札弦町、緑町
- 2011年(平成23年) - 町長選挙10期連続無投票の日本記録を樹立。
- 2016年 - 日本で最も美しい村連合に加盟[3]。

## 政治・行政
2011年まで40年間、10期にわたって町長選挙が無投票当選で決定しており、約半世紀の間、民意が示された例を持たない。2011年の統一地方選挙では4期を務めた橋場博が引退、総務課長・古谷一夫が立候補を表明したが、石井久雄（自由民主党清里支部長）の圧力に屈し、後に取り下げた。
2015年第18回統一地方選挙44年ぶりに町長選が行われたが、新人を破って再選した。投票率は90.85%であった。

### 不祥事
パワハラ自殺
2021年2月、職員が庁舎内で自殺したことについて、2022年1月、委託の弁護士の調査報告書は上司によるパワハラによるものと報告、町は上司を2階級降格させ、停職6ヶ月の懲戒処分に、町長を減給50%6か月、副町長を減給25%6か月とした。

## 経済

### 産業
農業（畑作）が盛ん。小麦・テンサイ・馬鈴薯・たまねぎ・ソバなどを生産。
平成4年度全国農村景観コンクールで100選（特選20選）に選定される。
町営の清里焼酎醸造所で、ジャガイモを主原料とした清里焼酎を製造する。1975年に町の特産品開発として着手し、1979年から日本初のじゃがいも焼酎として発売をはじめたものである。

### 立地企業
- JA清里町澱粉工場
- 清里町焼酎醸造事業所
- 札鶴ベニヤ工場

### 農協
- 清里町農業協同組合（JA清里町）

### 郵便局
- 清里郵便局（集配局）
- 札弦郵便局（集配局）
- 緑郵便局

## 公共機関

### 道の機関
- オホーツク総合振興局
  - 産業振興部網走農業改良普及センター清里支所

### 警察
- 斜里警察署清里駐在所

## 地域

### 人口
| |                                        |  |
| 清里町と全国の年齢別人口分布（2005年） | 清里町の年齢・男女別人口分布（2005年） |  |
| ■紫色 ― 清里町 ■緑色 ― 日本全国 | ■青色 ― 男性 ■赤色 ― 女性              |  |
| 清里町（に相当する地域）の人口の推移 \| 1970年（昭和45年） \| 8,646人 \| \| \| 1975年（昭和50年） \| 7,332人 \| \| \| 1980年（昭和55年） \| 6,774人 \| \| \| 1985年（昭和60年） \| 6,355人 \| \| \| 1990年（平成2年） \| 6,204人 \| \| \| 1995年（平成7年） \| 5,705人 \| \| \| 2000年（平成12年） \| 5,437人 \| \| \| 2005年（平成17年） \| 5,025人 \| \| \| 2010年（平成22年） \| 4,552人 \| \| \| 2015年（平成27年） \| 4,221人 \| \| \| 2020年（令和2年） \| 3,883人 \| \| |                                        |  |
| 総務省統計局 国勢調査より |                                        |  |
| 1970年（昭和45年） | 8,646人                                |  |
| 1975年（昭和50年） | 7,332人                                |  |
| 1980年（昭和55年） | 6,774人                                |  |
| 1985年（昭和60年） | 6,355人                                |  |
| 1990年（平成2年） | 6,204人                                |  |
| 1995年（平成7年） | 5,705人                                |  |
| 2000年（平成12年） | 5,437人                                |  |
| 2005年（平成17年） | 5,025人                                |  |
| 2010年（平成22年） | 4,552人                                |  |
| 2015年（平成27年） | 4,221人                                |  |
| 2020年（令和2年） | 3,883人                                |  |

### 教育
- 高等学校
  - 清里高等学校

- 中学校
  - 清里中学校
  - 緑町（S43年度をもって廃校）
  - 光岳（S43年度をもって廃校）
  - 江南（S32年度をもって廃校）
  - 錦  （S40年度をもって廃校）
- 小学校
  - 清里、光岳、緑町(江南、新栄はH22年度3月に閉校)
  - 美里（S50年度に廃校）
  - 錦  （S40年度をもって廃校）

## 交通

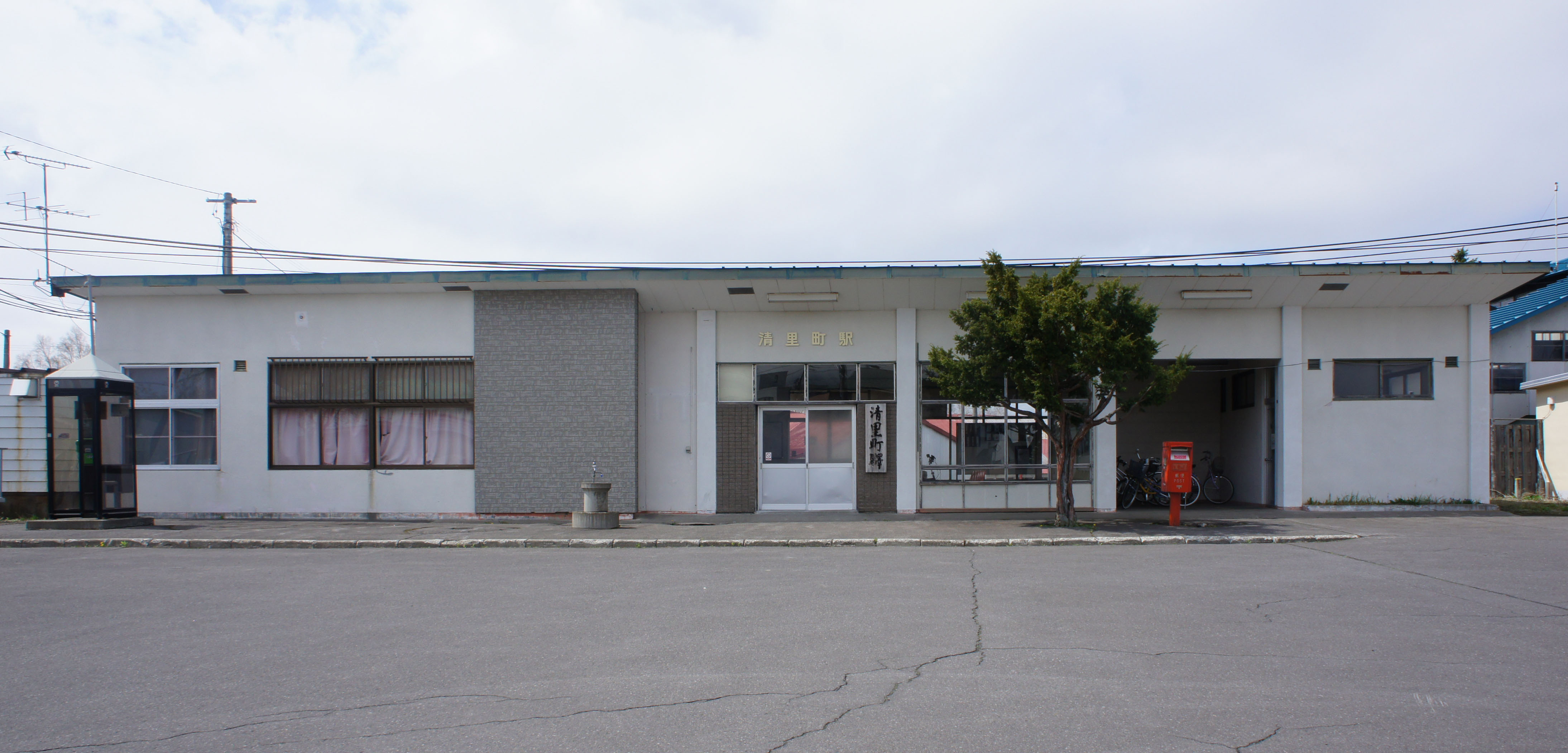
清里町駅

### 空港
- 女満別空港 （大空町）
- 中標津空港 （中標津町）

### 鉄道
- 北海道旅客鉄道（JR北海道）
  - 釧網本線 : 清里町駅 - 札弦駅 - 緑駅

### バス
- 斜里バス
  - 都市間バス「イーグルライナー」：札幌市方面

斜里町や小清水町と結ばれていた一般路線バスは2018年（平成30年）度までに全廃。

### 道路
- 高速道路
  - なし。
- バイパス
  - なし。
- 一般国道
  - 国道334号
- 都道府県道
  - 北海道道150号摩周湖中標津線
  - 北海道道250号清里止別線
  - 北海道道805号札弦停車場水上線
  - 北海道道857号江南清里停車場線
  - 北海道道944号神威小清水線
  - 北海道道946号向陽清里停車場線
  - 北海道道1115号摩周湖斜里線

### 道の駅
- 道の駅パパスランドさっつる

## 名所・旧跡・観光スポット・祭事・催事

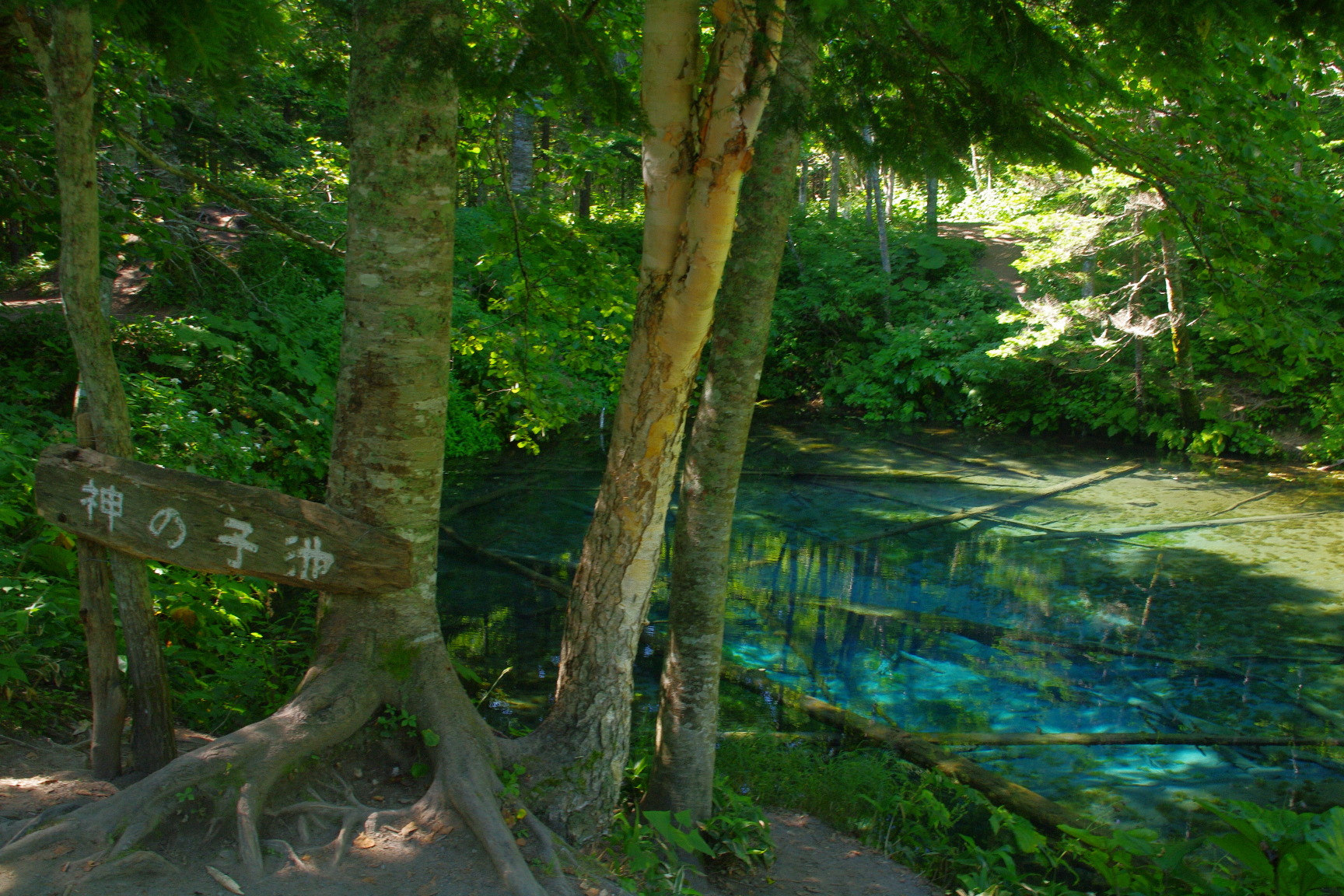
神の子池

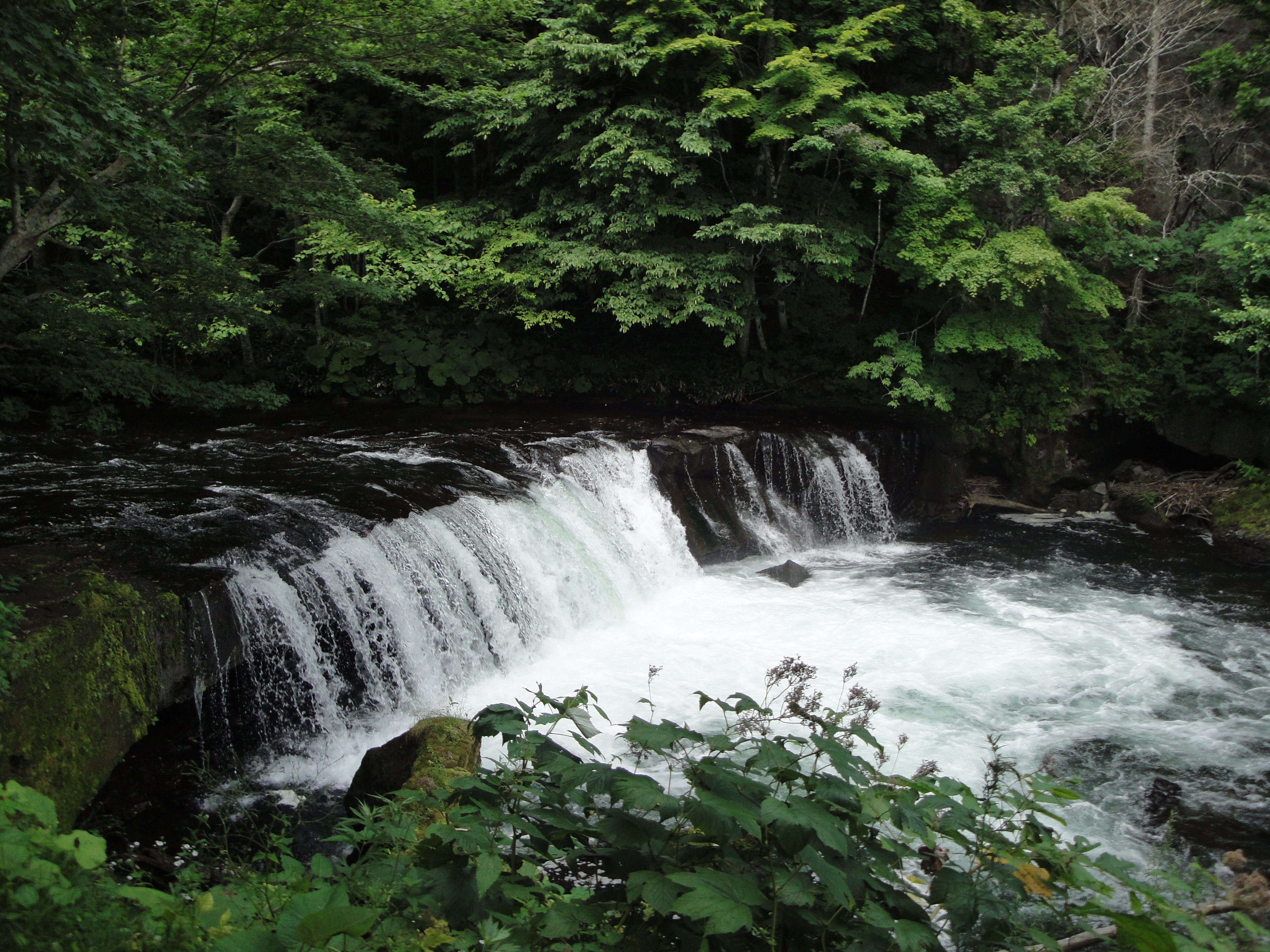
さくらの滝

### 観光
- 斜里岳
- 裏摩周展望台（摩周湖東部）
- 神の子池
- 清里温泉

## 姉妹都市・提携都市
- モトエカ（ニュージーランド・タスマン地区）

## 出身の有名人
- 岡崎朋美 - スピードスケート選手（富士急行）
- 糸川敏彦 - スピードスケート選手（とかちチームAA）
- 石若駿 - ジャズ・ミュージシャン、ドラマー。King Gnu (Srv.vinci) の元メンバー。
- 松井宏佑 - 競輪選手、元スピードスケート選手